# Kienberg, Solothurn
Kienberg är en ort och kommun i distriktet Gösgen i kantonen Solothurn, Schweiz. Kommunen har 528 invånare (2023).